# Buritama (ort)
Buritama är en ort i Brasilien.   Den ligger i kommunen Buritama och delstaten São Paulo, i den södra delen av landet, 600 km söder om huvudstaden Brasília. Buritama ligger 400 meter över havet och antalet invånare är 12 712.
Terrängen runt Buritama är platt, och sluttar söderut. Buritama är det största samhället i trakten.
Omgivningarna runt Buritama är en mosaik av jordbruksmark och naturlig växtlighet. Runt Buritama är det mycket glesbefolkat, med 6 invånare per kvadratkilometer.